# Scottish Singles and Albums Charts
Scottish Singles Chart (Skotsk gaeliska: Cuairt Orain na h-Alba) och Scottish Albums Chart är de hitlistor som publiceras av The Official Charts Company, baserad på fysisk och digital försäljning i områdena för STV North, STV Central och ITV Border.
Sedan september 2001 publiceras "Scottish Singles Top 75" och "Scottish Albums Top 75" av ChartsPlus. Försäljningarna på de skotskal istorna bidrar också till de brittiska singel- och albumlistorna och är inte fristående.